# Hana-Rawhiti Maipi-Clarke
Hana-Rawhiti Kareariki Maipi-Clarke, née en 2002, est une femme politique néo-zélandaise, représentant le Parti māori en tant que députée depuis les élections législatives néo-zélandaises de 2023. Elle est la plus jeune députée depuis James Stuart-Wortley, élu en 1853 à l'âge de 20 ans et 7 mois.

## Jeunesse
Maipi-Clarke a des ancêtres à Ngāpuhi, Ngāti Porou, Te Āti Awa et Ngāi Tahu. Le diffuseur Potaka Maipi est son père. Elle est la petite-nièce de la militante de la langue maorie Hana Te Hemara (en). Son grand-père est Taitimu Maipi, dont l'activisme a contribué au retrait de la statue du capitaine Hamilton en 2020. Wi Katene (en), le premier député maori à être nommé au Conseil exécutif, est son arrière-arrière-arrière-arrière-grand-père.
Maipi-Clarke fait ses études à Te Wharekura o Rākaumangamanga à Huntly. Âgée de 17 ans, elle publie un livre, Maahina, sur le maramataka — le calendrier lunaire maori. Elle est inspirée par Rangi Mātāmua (en) pour faire des recherches sur le sujet après une de ses conférences sur Matariki. En 2023, elle donne une formation aux New Zealand Warriors sur le maramataka et le Matariki.

## Carrière politique
Maipi-Clarke assure la gestion d'un jardin communautaire destiné aux enfants maoris, qui sensibilise au jardinage en fonction de la Lune.
Lors de Te Wiki o te Reo Māori (en) en septembre 2022, Maipi-Clarke prononce un discours sur les marches du Parlement,. Plusieurs partis politiques contactent ensuite Maipi-Clarke, lui demandant d'envisager de les rejoindre.
Maipi-Clarke et son père sont tous deux considérés par le Parti māori comme candidats potentiels dans la circonscription Hauraki-Waikato. En fin de compte, le parti adopte une « perspective jeune » et elle est sélectionnée pour se présenter aux élections de 2023. Elle est 4e sur la liste du parti. Élue à 21 ans, elle est la plus jeune députée de Nouvelle-Zélande depuis James Stuart-Wortley, élu lors des premières élections du pays en 1853, alors âgé de 20 ans et 7 mois,. Si Stuart-Wortley n'avait pas menti sur son âge (à l'époque, l'âge minimum requis est de 21 ans et il n'est donc pas éligible), elle aurait été la plus jeune députée néo-zélandaise de tous les temps,.
Au cours de la campagne, Maipi-Clarke fait l'objet de plusieurs intrusions à son domicile, que le Parti māori qualifie d'« attaques politiquement motivées ». Un homme âgé, désigné par le Parti māori comme un militant bien connu du Parti national, est accusé de violation de domicile.
Lors des élections du 14 octobre 2023, Maipi-Clarke renverse la députée travailliste sortante Nanaia Mahuta avec 2 911 voix d'avance. À l'âge de 21 ans, Maipi-Clarke devient la plus jeune députée néo-zélandaise depuis 170 ans,.
À la mi-décembre 2023, Maipi-Clarke a rejoint la commission parlementaire des affaires māori. Elle est également devenue la porte-parole de Te Pāti Māori pour le développement des Māori, les rangatahi (jeunes), la langue māori, la souveraineté alimentaire, l'agriculture, la conservation, les sports et les loisirs, la sécurité alimentaire, la biosécurité et les douanes.

## Opinions et positions
Lors de son discours inaugural le 12 décembre 2023, Maipi-Clarke critique le gouvernement de coalition dirigé par le Parti national, affirmant qu'il a « attaqué mon monde de tous les côtés ». Elle identifie la santé, l'environnement, l'eau, la terre, les ressources naturelles et les enfants comme ses principaux domaines de désaccord avec le gouvernement. Elle exécute aussi un haka, danse traditionnelle māori lors d'une séance du Parlement néo-zélandais. Visant à dénoncer la politique jugée « raciste » du gouvernement mené par Christopher Luxon, ce geste est remarqué et commenté par de nombreux médias à l'échelle mondiale, comme en France,, en Inde, ou au Royaume-Uni.
Le 14 novembre 2024, Maipi-Clarke s'oppose à un projet de loi au parlement néo-zélandais redéfinissant les principes du traité de Waitangi, entre les Māori et la Couronne. Elle proteste en déchirant en deux une copie du texte lors de sa première lecture au Parlement, tout en menant le haka « Ka mate »,. À la suite de l'évènement, le président, Gerry Brownlee, suspend la séance en cours au Parlement pendant 20 minutes et inflige à Maipi-Clarke une suspension de 24 heures. La vidéo du haka atteint des centaines de millions de vues en ligne.

### Âge de vote
Maipi-Clarke soutient l'abaissement de l'âge de voter à 16 ans. À la suite de l'arrêt historique Make It 16 Incorporated v Attorney-General (en) de la Cour suprême de 2022, elle soutient le projet de loi présenté par le sixième gouvernement travailliste en août 2023 visant à abaisser l'âge de voter à 16 ans pour les élections locales.

## Récompenses et distinctions
À la mi-septembre 2024, Maipi-Clarke est devenue l'une des quatre lauréates du prix One Young World Politician of the Year 2024. L'organisation lui a décerné le prix au motif que « son implication dans le domaine politique a permis aux jeunes Māori et à la jeune génération d'avoir une voix au sein de la démocratie néo-zélandaise ».
En décembre 2024, la BBC la classe parmi les 100 Women, une liste de 100 femmes ayant marqué l'année 2024 en raison de leurs engagements dans divers domaines.